# Азиатский вестник (1872)
Азиатский вестник — российский учёно-литературный журнал, основанный в Санкт-Петербурге в 1872 году. Вышел один номер.
В конце 1871 года известный востоковед П. И. Пашино задумал издавать журнал, чтобы получить источник дохода и расплатиться с долгами. Его представили графу И. И. Воронцову-Дашкову, который выдал субсидию на издание журнала из средств Кабинета Е. И. В., рассчитывая, что журнал будет направлен на пропаганду русских завоеваний и колонизации Центральной Азии и Дальнего Востока. Однако Пашино пригласил сотрудниками либералов — В. С. Курочкина, Н. В. Шелгунова, А. П. Пятковского, В. В. Лесевича, Н. М. Ядринцева. Секретарём редакции был И. И. Ясинский.
В первом номере были опубликованы рассказ Ядринцева «На чужой стороне», очерк Шелгунова «Французы крайнего Востока» и его рецензия «Что такое Азия?». В этой рецензии была развёрнута программа журнала: «преследовать всё тёмное, застоявшееся, одряхлевшее, азиатское, что мешает прогрессу, светлой жизни, свободе, цивилизации». В качестве приложения опубликованы первые четыре главы романа И. Шерра «Михель или немец нашего времени».
По выходе номера цензурный комитет отметил «социал-демократическую направленность» издания и рекомендовал предпринять «меры к сужению его программы до специально востоковедной». Александр II, заглянув в номер, саркастически сказал Воронцову-Дашкову: «Поздравляю». Тираж второй книжки был арестован в типографии и уничтожен, а журнал запрещён.